# Pigi (Rethymno)
Pigi (griechisch Πηγή [piˈʝi] (f. sg.)) ist ein Dorf im Arkadi der Gemeinde Rethymno in der Region Kreta auf der griechischen Mittelmeerinsel Kreta.

## Lage
Pigi liegt knapp über neun Kilometer östlich von Rethymno, etwa zwei Kilometer von der Küste und etwa einen Kilometer südlich der Autobahn 90 entfernt. Nächstgelegener Ort ist Adele etwa 1,2 Kilometer westlich. Agios Dimitrios liegt etwa 800 Meter südöstlich, Pigianos Kambos nahe der Küste an der alten Nationalstraße.

## Geschichte
Die früheste Erwähnung als Pigi stammt aus venezianischer Zeit. Während der osmanischen Zeit war der Ort zunächst von orthodoxen Christen und Muslimen bewohnt.
Die Landgemeinde Pigi (Κοινότητα Πηγής Kinótita Pigís) wurde 1925 gegründet. Mit Ausnahme einer Gebietsänderung im darauf folgenden Jahr und der Anerkennung von Pigianos Kambos im Jahr 1981 bestand die Landgemeinde bis 1997 aus drei Dörfern. Durch die Umsetzung der Gemeindereform nach dem Kapodistrias-Programm wurde Pigi mit elf weiteren Landgemeinden zur Gemeinde Arkadi zusammengelegt. Diese wiederum ging im Rahmen der Verwaltungsreform 2010 in der Gemeinde Rethymno auf, in der Pigi den Status einer Ortsgemeinschaft (Τοπική Κοινότητα Topikí Kinótita) hatte. Dieser Begriff wurde mit dem Kleisthenis-I-Programm 2019 durch Kinotita ersetzt.
| Name            | griechischer Name        | Code       | 1913 | 1920 | 1928 | 1940 | 1951 | 1961 | 1971 | 1981 | 1991 | 2001 | 2011 |
| --------------- | ------------------------ | ---------- | ---- | ---- | ---- | ---- | ---- | ---- | ---- | ---- | ---- | ---- | ---- |
| Pigi            | Πηγή (f. sg.)            | 7301020901 | 471  | 570  | 446  | 449  | 417  | 414  | 360  | 299  | 311  | 336  | 401  |
| Agios Dimitrios | Άγιος Δημήτριος (m. sg.) | 7301020902 | -    | 072  | 098  | 103  | 115  | 079  | 065  | 054  | 075  | 116  | 177  |
| Pigianos Kambos | Πηγιανός Κάμπος (m. sg.) | 7301020903 | -    | -    | -    | -    | -    | -    | -    | 165  | 050  | 200  | 279  |
| Gesamt          | Gesamt                   | 73010209   | 471  | 642  | 544  | 552  | 532  | 493  | 425  | 518  | 436  | 652  | 857  |

## Sonstiges
Die öffentliche Busse des KTEL-Verbundes bedienen täglich Verbindungen zwischen Amnatos und Rethymno (Verbindungen nach Kyrianna und Loutra).